# アンブロケトゥス科
アンブロケトゥス科（アンブロケトゥスか、Ambulocetidae）は、約5,000万- 約4,900万年前（新生代始新世初期）に生息していた、水陸両生の原始的クジラ類の一群。
模式属であるアンブロケトゥスと、ガンダカシア、ヒマラヤケトゥスの3属で構成される。ただし、ヒマラヤケトゥスには、これをパキケトゥス科とする異説がある。

## 特徴

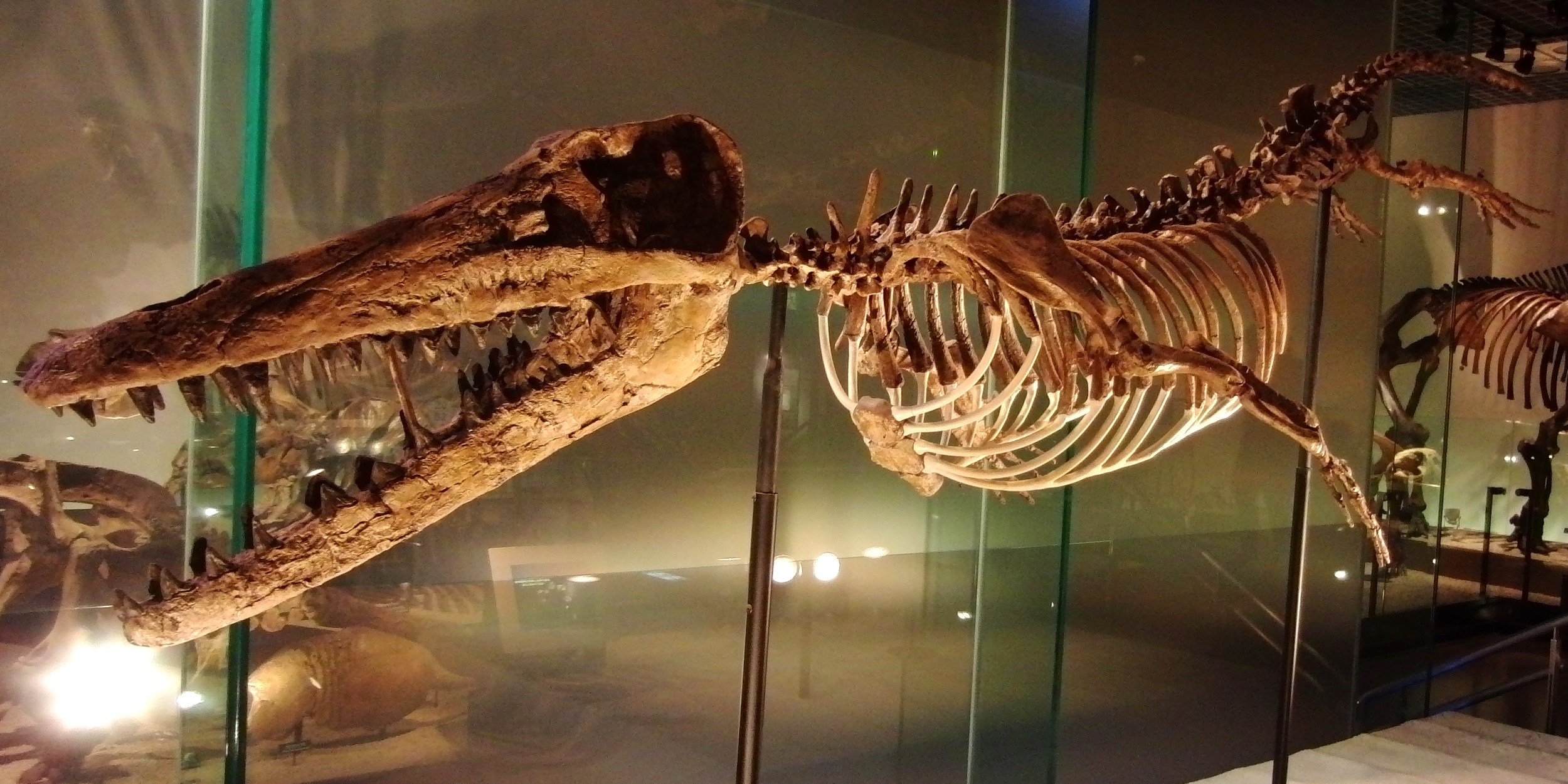
アンブロケトゥス科のアンブロケトゥス・ナタンスの骨格標本。国立科学博物館の展示。

彼らの化石が発見されるのは、パキスタンのパンジャーブ州およびインド北部であり、生息当時は、温暖で遠浅なテティス海とそれに面したローラシア大陸南岸地域であったところの岩層である。
歩くのにも泳ぐのにも適した形質を具えており、ワニのような生態を持ち、浅瀬で待ち伏せ型の狩りをする四つ足の肉食性哺乳類であったと考えられている。カワウソのように、しかし、クジラ独特の上下動の大きな泳ぎをしたらしい。

## 進化系統
アンブロケトゥス科はパキケトゥス科から進化したと考えられ、レミングトノケトゥス科を経てプロトケトゥス科につながる系統であるとされる。